# Битва за Таласеа

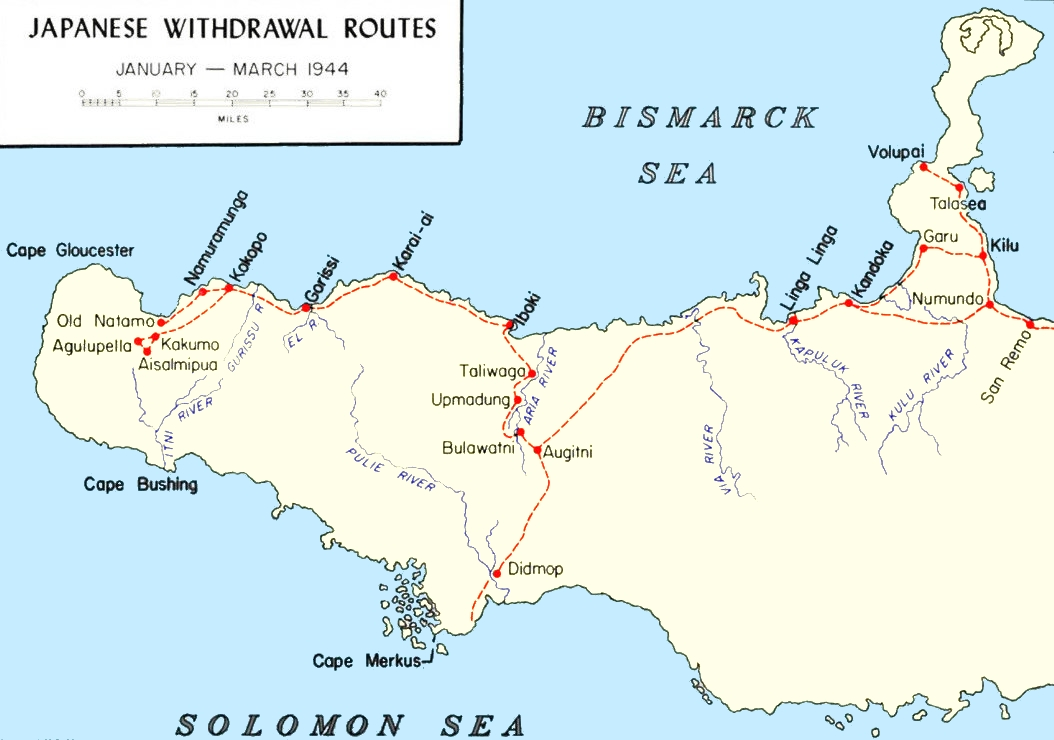
Отступление японцев, январь-март 1944 года

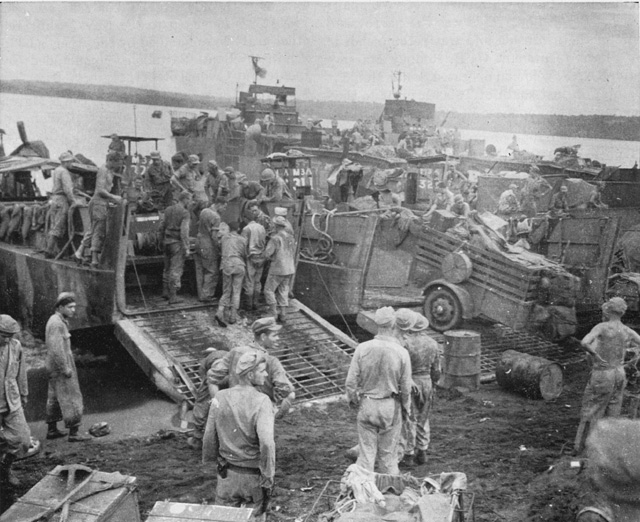
Морская пехота США готовится к штурму плантации Ибоки

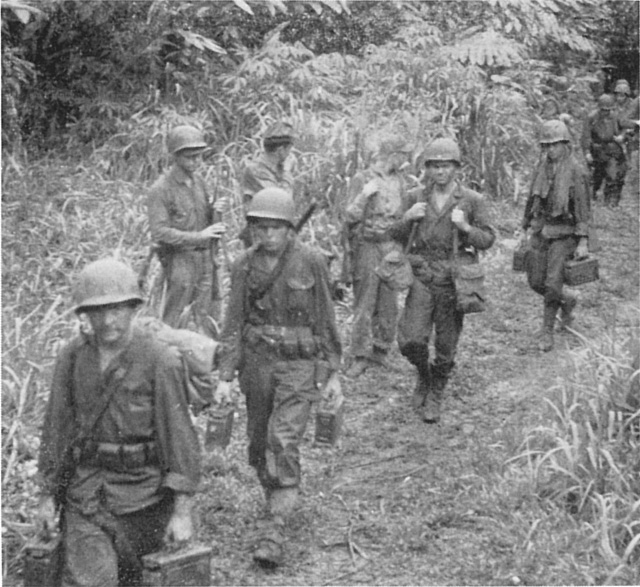
Морская пехота США движется к взлётно-посадочной полосе Таласеа

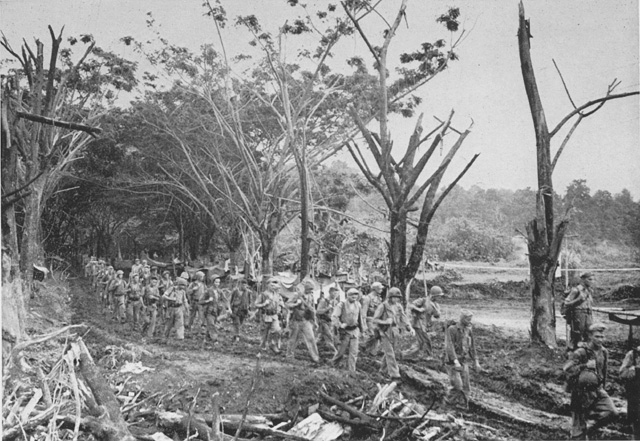
Морская пехота США движется к Таласеа, март 1944 года

Битва за Таласеа (англ. Battle of Talasea) — бои на тихоокеанском ТВД Второй мировой войны между японскими войсками и силами союзников, произошедшие 6—9 марта 1944 года на полуострове Виллаумес острова Новая Британия. 
Японцы захватили Новую Британию в феврале 1942 года. Союзники предприняли операцию «Декстерити» и более масштабную операцию «Картвел», что привело к боям за мыс Глостер и Араве с целью захватить жизненно важные аэродромы и обеспечить проход через проливы, разделяющие Новую Британию и Новую Гвинею.
Первая дивизия морской пехоты США под командованием генерал-майора Уильяма Рупертуса зачищала мыс Глостер до апреля. После тяжёлых боёв у мыса Глостер  японцы начали отходить к Рабаулу. 
1-я дивизия морской пехоты США, вытеснив японцев из западной части Новой Британии, выделила один из своих полков, 5-й полк морской пехоты с несколькими другими частями, которым было поручено захватить полуостров Виллаумес. Целями этого штурма были овладение японским аэродромом, расположенным недалеко от деревни Таласеа, а также попытка отрезать дорогу японским войскам, идущим с запада, отступающим от мыса Глостер и пытавшимся отступить к своей базе в Рабауле. Американское командование дало операции название «Умиротворение».
6 марта 1944 года морские пехотинцы высадились на западном побережье полуострова на западной стороне узкого перешейка близ плантации Волупай. В нескольких сотнях ярдов вглубь острова находилась небольшая японская оборонительная линия вокруг холма. Именно в этот день американцы понесли свои основные потери в бою, потеряв 13 человек в бою и 71 раненых, в основном из-за японского минометного огня. 
Воспользовавшись артиллерийской поддержкой и бомбардировкой с кораблей ВМС США, они нейтрализовали японскую оборону и 8 марта овладели аэродромом, примерно в десяти километрах к югу от мест высадки.
Затем американцы начали постепенный марш на юг примерно на 80 километров, встречая на своем пути небольшое сопротивление японцев, но столкнулись с теми же трудностями, что и в предыдущих операциях в Новой Британии из-за очень сложной затопленной местности и густых джунглей. Тропы также оказались заминированными японцами во время их отступления. 26 апреля 1944 года полуостров был окончательно взят под контроль американскими войсками и сопротивление японцев в Новой Британии прекратиллсь.